# Brigitte Theißl
Brigitte Theißl (* 1982 in Graz) ist Journalistin, Autorin, Feministin und Erwachsenenbildnerin. Sie ist leitende Redakteurin des feministischen Magazins an.schläge und lebt und arbeitet in Wien.

## Leben
Brigitte Theißl ist in einem Dorf in der südlichen Steiermark aufgewachsen. Sie und ihre Schwester sind die ersten Akademikerinnen in ihrer Familie. Brigitte Theißl studierte Journalismus und Unternehmenskommunikation an der FH Joanneum in Graz und an der Hochschule für Medien in Stuttgart. 2007 zog sie nach Wien, um an der Universität Wien das Masterstudium Gender Studies und das Doktoratsstudium Publizistik- und Kommunikationswissenschaften zu absolvieren.
2009 gründete sie Denkwerkstatt, den ersten feministischen Blog Österreichs. Bis 2016 bloggte sie dort regelmäßig. Sie setzte sich als Bloggerin unter anderem mit den Inhalten ihres Gender Studies Studiums auseinander und betrachtete zahlreiche Themen aus einer (queer-)feministischen und medienkritischen Perspektive.
Seit 2013 ist Brigitte Theißl beim Magazin an.schläge tätig, seit 2019 als leitende Redakteurin. Brigitte Theißl arbeitet außerdem als freie Journalistin, unter anderem für die Standard, hält Vorträge und ist Erwachsenenbildnerin. Ihre Spezialthemen sind feministische Bewegungen, Netzkultur, Innenpolitik, soziale Ungleichheit und Klassismus.
2020 veröffentlichte Brigitte Theißl gemeinsam mit Betina Aumair die Monografie Klassenreise. Diese enthält elf Porträts von Personen aus einkommensarmen, sowie bildungsfernen Familien, deren „Klassenreise“ und die damit verbundenen Hürden. Das Buch zeigt, wie stark das Leben der porträtierten Personen von ihrer sozialen Herkunft geprägt wird. Klassenreise versucht, die vorherrschende Tabuisierung von Klassismus und das damit verbundene Schweigen über Erfahrungen mit Klassismus zu durchbrechen. 2021 gab Brigitte Theißl gemeinsam mit Francis Seeck den Sammelband Solidarisch gegen Klassismus heraus. Ausgehend von 26 unterschiedlichen Perspektiven und Textformaten untersucht Solidarisch gegen Klassismus, wie am Arbeitsplatz und in politischen Gruppen solidarisch und antiklassistisch agiert werden kann. Solidarisch gegen Klassismus bietet Beispiele für solidarische Umverteilung und Ideen zum Teilen von Privilegien. Beide Bücher üben Kritik an neoliberalen Aufstiegsmythen der „Leistungsgesellschaft“. Gesellschaftliche Diskriminierungsstrukturen und verankerte Abwertungs- und Ausgrenzungsmechanismen werden mit einem konsequenten macht- und kapitalismuskritischen sowie intersektionalen Fokus betrachtet. Beide Bände setzen sich auch mit einem machtkritischen Umgang mit Sprache auseinander.

## Auszeichnung
2015 erhielt Brigitte Theißl gemeinsam mit Denise Beer für den an.schläge Artikel Arm in Arbeit den Journalismuspreis von unten der österreichischen Armutskonferenz. Ausgezeichnet wurden sie in der Kategorie Print für eine respektvolle Armutsberichterstattung.

## Werke

### Als Autorin

#### Monografie
- Klassenreise. Wie die soziale Herkunft unser Leben prägt. In Zusammenarbeit mit Betina Aumair. Mit einem Vorwort von Natascha Strobl. ÖGB Verlag, Wien 2020, ISBN 978-3-99046-429-8.

#### Artikel (Auswahl)
- Männlichkeit um jeden Preis. Medienimpulse, Wien 2008, Vol. 2, S. 56–59.
- Feministische Sichtbarkeit im öffentlichen Raum. In Zusammenarbeit mit Lena Rheindorf und Ulli Weish. In: Birge Krondorfer und Hilde Grammel (Hrsg.): Frauen-Fragen. Plattform 20000frauen, Wien 2012.
- Arm in Arbeit. In Zusammenarbeit mit Denise Beer. In: an.schläge III/2015.

### Als Herausgeberin
- Solidarisch gegen Klassismus – organisieren, intervenieren, umverteilen. In Zusammenarbeit mit Francis Seeck. UNRAST Verlag, Münster 2021, ISBN 978-3-89771-296-6.